# J.L. Matthews
J.L. Matthews – gujański wioślarz, medalista Igrzysk Wspólnoty Narodów.
W 1930 roku startował w konkurencji czwórek ze sternikiem na Igrzyskach Imperium Brytyjskiego. W zawodach wystartowały jedynie trzy osady, a Gujańczycy, pomimo zajęcia ostatniego miejsca, zdobyli brązowy medal.